# Pauluskirche (Wolfsburg)

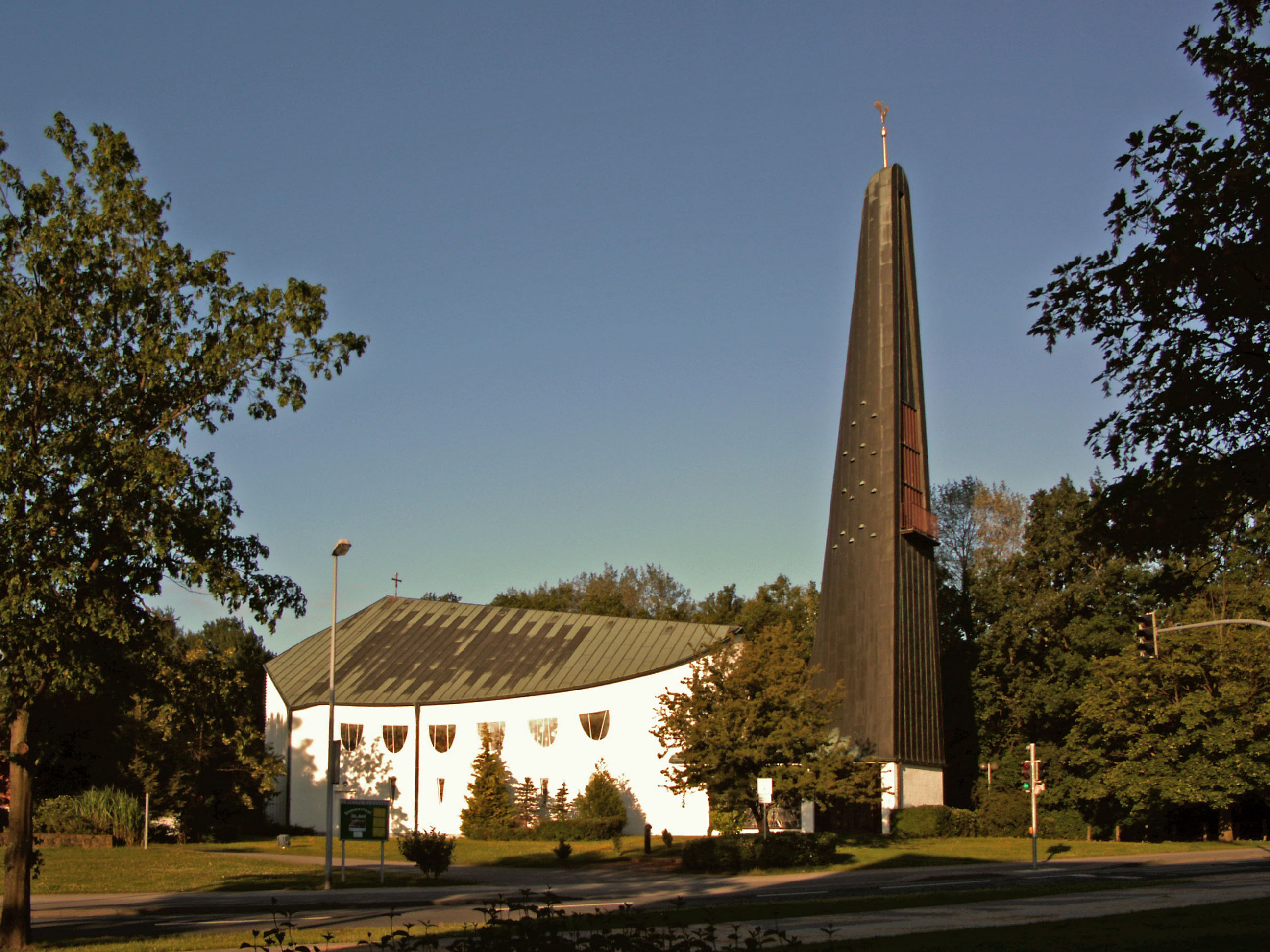
Die Pauluskirche von Osten

Die evangelisch-lutherische Pauluskirche ist ein 1960 eingeweihter Bau von Gerhard Langmaack in Wolfsburg-Laagberg in Niedersachsen. Er befindet sich in der Mecklenburger Straße 33.

## Geschichte
Mit dem Bau neuer Stadtteile im Westen Wolfsburgs in den 1950er Jahren – Hageberg und Laagberg – wurde eine evangelische Kirche benötigt. Der Hamburger Architekt Gerhard Langmaack, der auch schon den Entwurf für die 1951 eingeweihte Christuskirche im Zentrum Wolfsburgs geliefert hatte, wurde mit dem Bau beauftragt. 
Am 8. Oktober 1960 wurde die Kirche eingeweiht. Fortan diente sie der Paulus-Gemeinde als Pfarrkirche. Seit 2015 gehört die Kirche zur Lukas-Gemeinde, die aus drei Pfarrbezirken westlich des Stadtzentrums gebildet wurde.

## Architektur, Ausstattung und Nutzung
Die Kirche steht auf der Kuppe eines flachen Hügels, in rund 91 Meter Höhe über dem Meeresspiegel, und überragt somit die umliegenden Stadtteile.
Der 32 Meter hohe Turm steht nördlich des Kirchenschiffs nahe der Straße. Er hat einen parabelförmigen Querschnitt mit einer geraden Seite, ist auffallend schmal und steil und ebenfalls mit Kupfer gedeckt. Auf der abgerundeten Spitze steht ein Wetterhahn. Durch die Turmhalle betritt man die Kirche, bevor man sich nach links wendet und Richtung Altar sieht.
Das Kirchenschiff ist weiß gestrichen und mit einem geschwungenen Kupferdach gedeckt. Der Grundriss des Kirchenschiffs zeigt eine zum Altar hin geöffnete Parabel bzw. eine Kelchform. Das Parabelmotiv kehrt in der Fensterreihe oberhalb der Empore, der Linie der Deckenlampen und dem tiefer liegenden Taufbereich wieder. Der Altar ist um drei Stufen gegenüber den Sitzreihen erhöht. Der Altarraum wird durch ein östlich gelegenes Seitenfenster beleuchtet; davor steht das Taufbecken. Links und rechts vom Altar befinden sich Sitznischen für den Kirchenchor. Die Kanzel besteht aus grün-grauem Marmor, der mit dem warmen Rotbraun des Holzgestühls und der Decke kontrastiert.
Der Taufbereich wird durch ein Lamellenfenster hervorgehoben. Die farbigen Fenster entwarf der Lübecker Künstler Emil Grassert. Ein 7 m × 5 m großer, hinter dem Altar hängender Wandteppich von Johanna Schütz-Wolff stellt eine Szene aus dem 14. Kapitel aus der Offenbarung des Johannes – den zurückkehrenden Jesus – dar (Offb 14,14 ). Dasselbe Motiv benutzte Schütz-Wolff auch im zuvor entstandenen Altarfenster der Christuskirche. 
Die Orgel wurde 1964 vom Göttinger Orgelbauer Paul Ott geliefert. Sie hat 24 Register. 
Die Inneneinrichtung besteht aus „freien Formen“. So sind die Bronzegriffe der Türen eigens für die Kirche entworfen worden. Die Kirche hat 450 Sitzplätze.
Die Pauluskirche ist denkmalgeschützt. Fast alle Details sind original erhalten.
Die Kirche wird für Gottesdienste und Kasualien genutzt.

## Umgebung

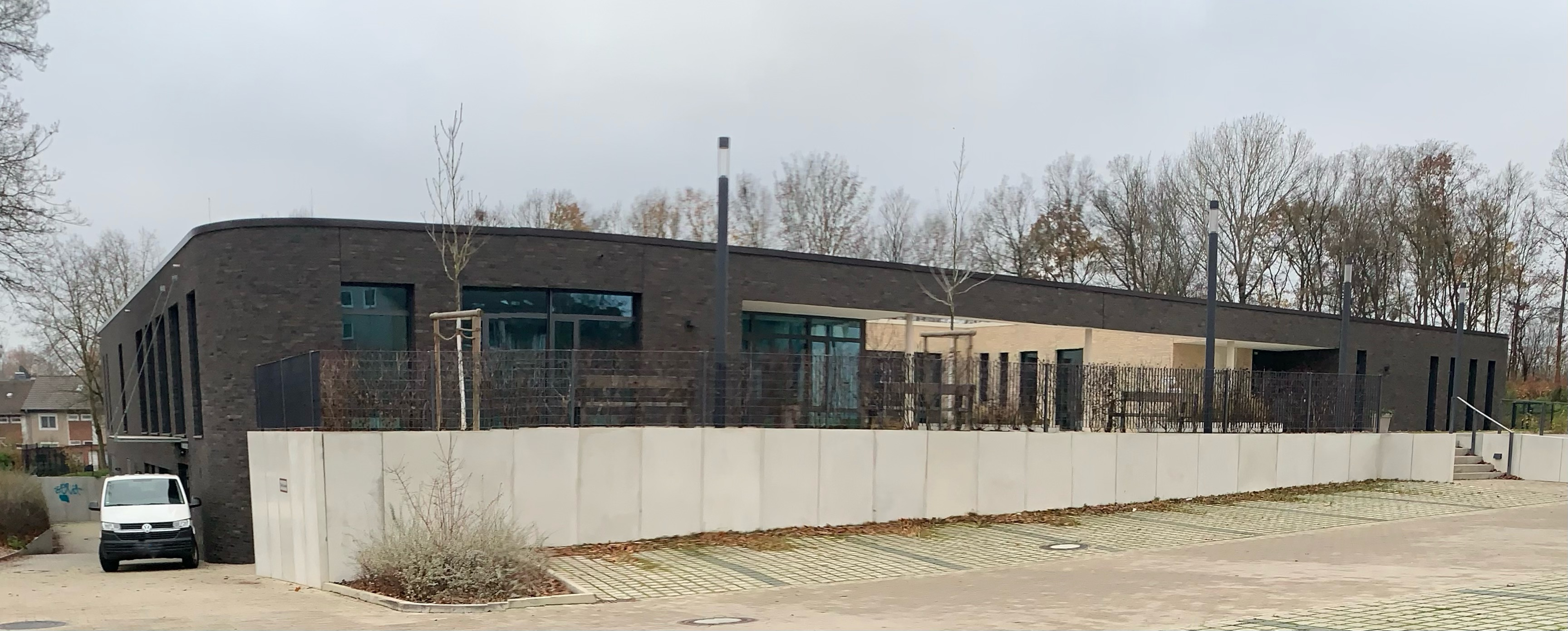
Kinder- und Familienzentrum an der Paulskirche

Das baufällige Pfarr- und Gemeindehaus südöstlich der Kirche wurde abgerissen. An seiner Stelle wurde von 2017 bis zur Eröffnung 2019 nach Plänen der Braunschweiger Dohle+Lohse Architekten GmbH ein umfangreiches Kinder- und Familienzentrum gebaut. Das neue Kinder- und Familienzentrum bietet Platz für 138 Kinder, auch ein offener Treff ist angedacht. Das Pfarrhaus soll an anderer Stelle auf dem Grundstück ebenfalls neu errichtet werden.